# Nova arquitetura clássica

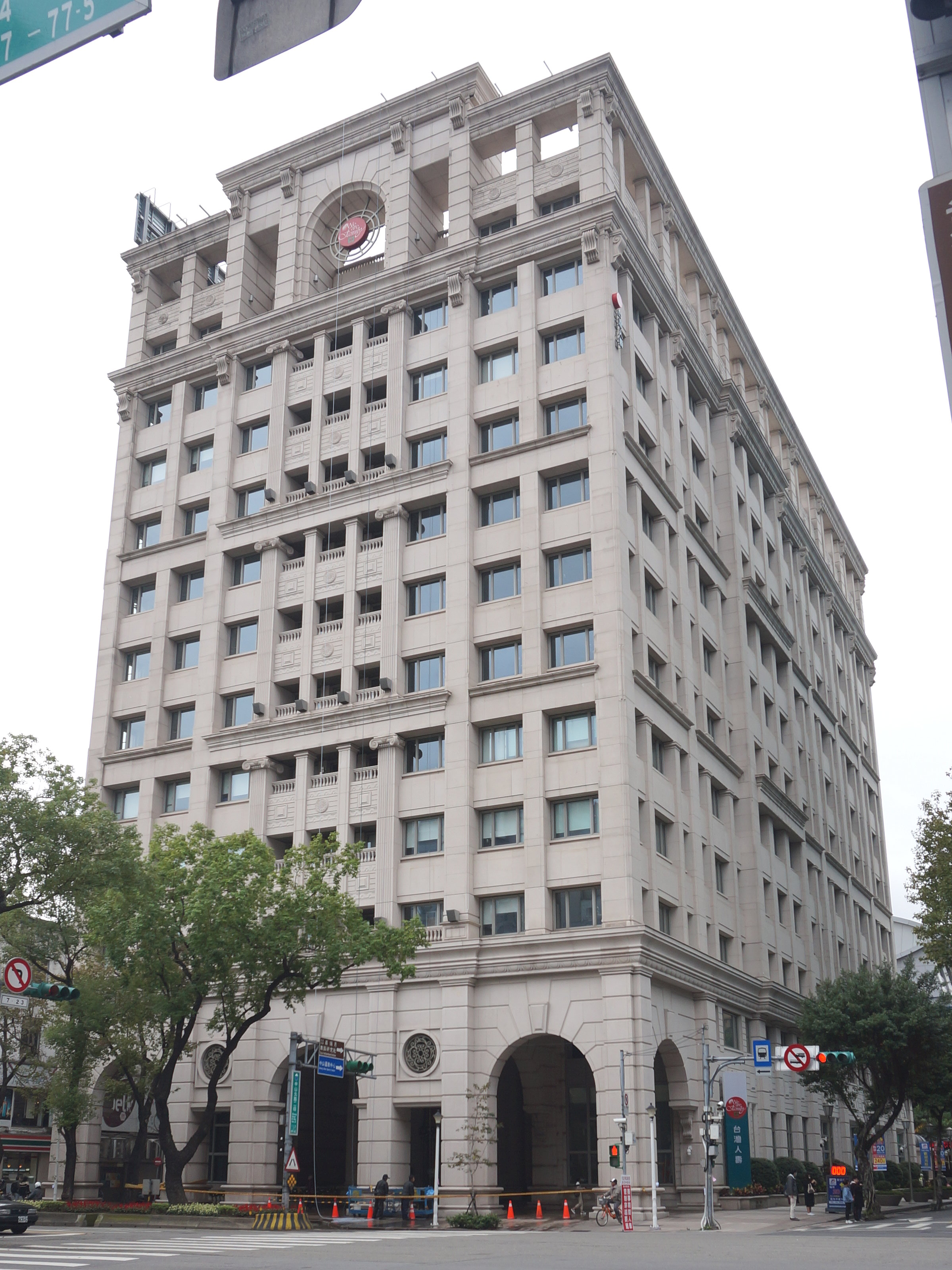
Taiwan Life Financial Building.

A nova arquitetura clássica , também referido por Novo Classismo ou Arquitetura clássica contemporânea, é um movimento contemporâneo na arquitetura que continua a prática da arquitetura clássica. Às vezes é considerado a continuação moderna da arquitetura neoclássica, embora outros estilos também possam ser citados, como o gótico, o barroco, o renascentista ou mesmo estilos não-ocidentais.
O desenho e a construção de edifícios em estilos clássicos de evolução contínua foi mantida durante os séculos XX e XXI, mesmo quando as teorias modernistas e outras não clássicas romperam com a linguagem clássica da arquitetura. O movimento clássico novo está também ligado a uma onda de nova arquitectura tradicional, que é concebida usando materiais de construção e tradições locais.

## Filosofia

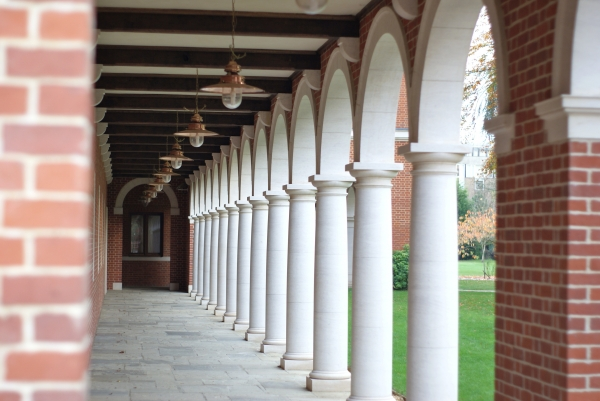
Ann's Court, Selwyn College, Cambridge (projetado por Porphyrios Associates)

Os profissionais neoclássicos tendem a trabalhar sob a suposição de que não existe criação puramente original e que a inovação ocorre inevitavelmente em um ambiente carregado de sugestões, influências, um precedente de problemas resolvidos e, talvez mais importante, erros a serem evitados.
Muitos arquitetos neoclássicos acreditam na importância de sustentabilidade, e visam criar edifícios duradouros, bem elaborados, de grande qualidade, adaptados ao contexto e com um uso eficiente dos construção natural.

## Desenvolvimento

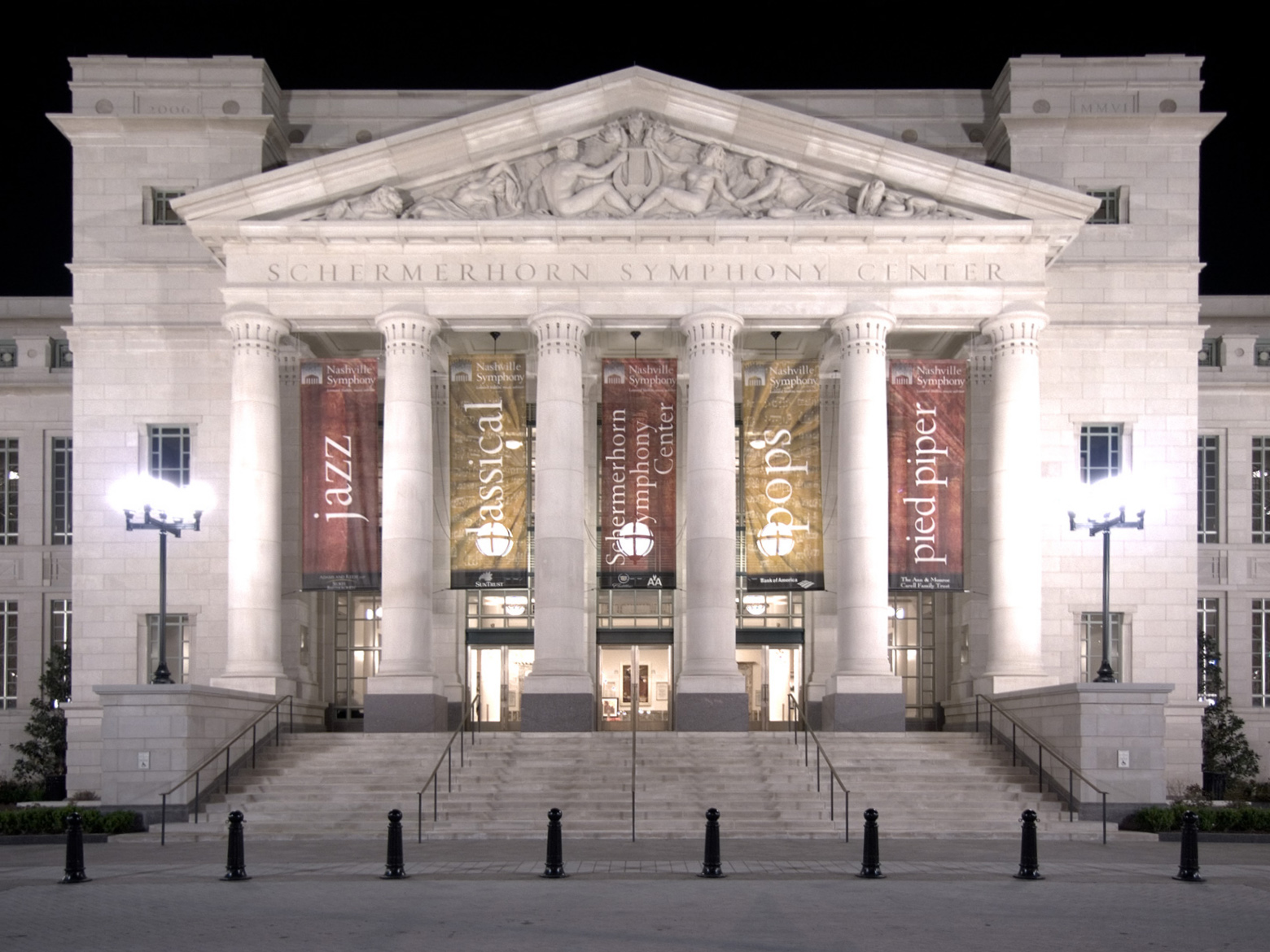
Schermerhorn Symphony Center em Nashville – inaugurado em 2006

Durante as décadas de 1950 e 1960, um pequeno grupo de arquitetos na Europa continuou projetando edifícios clássicos contrários à moda predominante de Arquitetura modernista. Arquitetos britânicos Donald McMorran, que projetaram vários edifícios neoclássicos notáveis, como o Cripps Hall na University of Nottingham e descreveram o movimento modernista como "uma ditadura do gosto", e Raymond Erith, que foi mentor do arquiteto neoclássico Quinlan Terry – aluno, funcionário, parceiro e, finalmente, sucessor de Erith – foram notáveis por suas obras neoclássicas, incluindo vários edifícios cívicos e conjuntos habitacionais. Na Europa continental, François Spoerry contribuiu para o Renascimento Urbano Europeu com seus projetos clássicos e, no final da década de 1970, arquitetos como Leon Krier e Maurice Culot começaram a desafiar o planejamento modernista por meio de publicações e contraprojetos, um movimento ainda mais reforçado pelo apoio do Rei Charles III (então Príncipe de Gales) e iniciativas como The Prince's Foundation for Building Community.
Durante o mesmo período, a arquitetura pós-moderna surgiu como uma crítica à estética arquitetônica modernista. Arquitetos influentes dentro deste movimento, como Charles Moore, Robert Venturi, e Michael Graves usaram elementos clássicos como motivos irônicos para criticar a esterilidade do modernismo. Um amplo espectro de mais de duas dúzias de arquitetos, teóricos e historiadores também apresentaram alternativas ao modernismo e entre eles estavam vários arquitetos sérios do Novo Clássico que viam o classicismo como um modo legítimo de expressão arquitetônica, alguns dos quais mais tarde se tornariam laureados do Prêmio Driehaus, incluindo figuras como Thomas Beeby e Robert A.M. Stern, que praticavam estilos pós-modernos e clássicos. Algumas empresas pós-modernistas, como Stern and Albert, Righter e Tittman, fizeram uma transição completa do design pós-moderno para novas interpretações da arquitetura tradicional.
Na frente educacional, Thomas Gordon Smith, laureado com o Prêmio Roma da Academia Americana em Roma, publicou Arquitetura Clássica: Regra e Invenção em 1988 e foi nomeado para presidir o Departamento de Arquitetura da Universidade de Notre Dame um ano depois, estruturando o currículo em torno de práticas de construção clássicas e tradicionais. Hoje, os programas que ensinam Arquitetura Nova Clássica são oferecidos na University of Miami, Judson University, Andrews University e no Center for Advanced Research in Traditional Architecture em Arquitetura Tradicional na University of Colorado Denver.
O movimento Novo Clássico continua a se desenvolver em nível profissional e popular, ganhando força após a demolição em 1963 da Estação Ferroviária da Pensilvânia de McKim, Mead & White na Cidade de Nova York, o que levou à formação da América Clássica. Liderado por Henry Hope Reed, Jr., que defendia a apreciação da arquitetura clássica ensinando aos arquitetos as ordens clássicas e organizando vários eventos e conferências. Em 2002, o Institute of Classical Architecture se fundiu com o Classical America para formar o Institute of Classical Architecture & Art (ICAA), que apoia capítulos regionais nos Estados Unidos que hospedam programas de premiação, publica o periódico revisado por pares The Classicist, e oferece programas educacionais para profissionais e o público. A expansão internacional do movimento foi catalisada pela criação da Rede Internacional para Construção, Arquitetura e Urbanismo Tradicionais (INTBAU) em 2001, uma organização global sob o patrocínio do Rei Charles III, focada em apoiar a arquitetura tradicional e preservar o caráter local.
Desde 2014, o movimento "Arkitekturupprororet" (Revolta Arquitetônica) na Suécia defende designs tradicionais em novos empreendimentos. Originalmente um grupo do Facebook, ele se expandiu para outros países nórdicos e o resto do mundo, alcançando sucesso moderado na promoção da arquitetura tradicional. O principal objetivo do movimento é "tornar a arquitetura disponível para todos" por meio de mídias sociais e prêmios anuais que reconhecem os melhores e piores edifícios novos na Suécia.
Em 2021, os esforços para reintroduzir a arquitetura neoclássica no planejamento urbano foram promovidos nos EUA pelo arquiteto Nir Buras, que fundou o Classic Planning Institute (CPI). Com sede em Washington, D.C., o CPI se concentra em pesquisa, prática e educação para incorporar os princípios neoclássicos no planejamento urbano contemporâneo. O CPI também organiza o Traditional Architecture Gathering (TAG), uma conferência internacional que atrai centenas de arquitetos e entusiastas para discutir a Nova Arquitetura Clássica em todo o mundo.

## Premiações
Em 2003, o filantropo Richard H. Driehaus estabeleceu um prémio de arquitectura para ser atribuído a um arquitecto "cujo trabalho encarne os princípios da arquitectura clássica e tradicional e do urbanismo na sociedade, e que crie um impacto positivo e duradouro". Atribuído pela Escola de Arquitectura da Universidade de Notre Dame, o Prémio Driehaus é visto como a alternativa ao modernista Prémio Pritzker, mas com o dobro do prêmio em dinheiro. É concedido junto com o Prêmio Reed, que reconhece indivíduos fora da arquitetura que apoiam o design tradicional da cidade por meio de escrita, planejamento ou promoção. Outros importantes prémios da arquitectura clássica contemporânea incluem o norte-americano Prémio Palladio, o europeu Prémio Philippe Rotthier [fr], e o ibérico Prêmio Rafael Manzano, o Prêmio Edmund N. Bacon, e o Prêmio Rieger Graham do Institute of Classical Architecture and Art (ICAA) para graduados em arquitetura.

## Instituições educacionais
Algumas instituições ensinam (somente, principalmente ou parcialmente) os princípios da arquitetura tradicional e clássica e do planejamento urbano.

#### Brasil
- Centro Universitário Euroamericano (UNIEURO), em Brasília.[37]

#### Estados Unidos
- Andrews University, em Berrien Springs, Michigan.[38]
- American College of the Building Arts.[39] e School of the Arts no College of Charleston, em Charleston, Carolina do Sul.
- O Centro de Pesquisa Avançada em Arquitetura Tradicional na University of Colorado, em Denver, Colorado.
- University of Miami, em Coral Gables, Flórida.

#### Índia
- Tirumala S.V. Institute of Traditional Sculpture and Architecture (SVITSA), em Tirupati, Andhra Pradesh.[40]

#### Itália
- Universidade Politécnica de Bari, em Bari.[41]

#### Nova Zelândia
- UNITEC Institute of Technology, em Auckland.[41]

#### Reino Unido
- National Design Academy, em Nottingham (design de interiores patrimonial).[42]
- The Prince's Foundation for Building Community, em Londres.
- The Prince's School of Traditional Arts, em Londres.
- Unidade 6 do programa de Mestrado em Arquitetura da Escola de Arte de Kingston,[43] a única unidade de pós-graduação no Reino Unido a ensinar design clássico. Anteriormente, isso era ensinado no programa de graduação.
- University of Portsmouth, em Portsmouth, School of Architecture.[44]
- PRASADA – Prática, Pesquisa e Avanço em Design e Arquitetura do Sul da Ásia na Escola Galesa de Arquitetura, Universidade de Cardiff, em Cardiff, País de Gales.

## Exemplos
| {{{caption}}}                                                        |
| Ritz-Carlton Hotel, Moscovo, Russia, 2007, pelos Meerson Architects. |

| {{{caption}}}                                                                                            |
| Museu de São Miguel de Odrinhas, Sintra, Portugal, 1999, por Alberto Castro Nunes e António Maria Braga. |

| {{{caption}}}                                                                                             |
| Biblioteca Maitland Robinson, Universidade de Cambridge, Cambridge, Reino Unido, 1993, por Quinlan Terry. |

| {{{caption}}}                                                                     |
| Museu Norman Rockwell, Stockbridge, Estados Unidos, 1993, por Robert A. M. Stern. |

| {{{caption}}}                                                                          |
| Igreja de Nossa Senhora da Saúde, Colares, Portugal, 1995, por José Cornélio da Silva. |

| {{{caption}}}                                                                     |
| Biblioteca Harold Washington, Chicago, Estados Unidos, 1991, por Thomas H. Beeby. |

| {{{caption}}}                                                                                          |
| Ciudad Cayala [es], Cidade da Guatemala, Guatemala, 2013, por Léon Krier, María Sánchez, e Pedro Godoy |